# Playground Games
Playground Games is een Brits computerspelontwikkelaar gevestigd in Leamington Spa. Het bedrijf werd in 2009 opgericht en is de ontwikkelaar van de Forza Horizon-reeks binnen de Forza-serie.
Tijdens de E3 van 2018 maakte Microsoft bekend dat het Playground Games had gekocht. Derhalve maakt Playground Games sindsdien onderdeel uit van Xbox Game Studios.

## Ontwikkelde spellen
| Release | Titel           | Platform                       |
| ------- | --------------- | ------------------------------ |
| 2012    | Forza Horizon   | Xbox 360                       |
| 2014    | Forza Horizon 2 | Xbox One                       |
| 2016    | Forza Horizon 3 | Windows, Xbox One              |
| 2018    | Forza Horizon 4 | Windows, Xbox One              |
| 2021    | Forza Horizon 5 | Windows, Xbox Series, Xbox One |